# 上野缺翅螢金花蟲
上野缺翅螢金花蟲（学名：Apterogaleruca uenoi）为金花蟲科缺翅螢金花蟲屬下的一个种。